# Marinus Larsen
Marinus Larsen, född 28 juli 1893 i Vadum, död 1960, var en dansk socialdemokratisk politiker. Han var far till ingenjören och fackföreningsledaren Verner Lindbo Larsen och svärfar till den socialdemokratiska ministern Tove Lindbo Larsen.
Marinus Larsen var son till torparna Kristian Larsen och Mariane Jensen. Han arbetade en kort tid som lantbrukare till 1913, då han fick utbildning på Roskildes folkhögskola och Brunnsviks folkhögskola i Dalarna. Samma år anställdes han som lokförare. Han engagerade sig politiskt i Socialdemokratiet och var ordförande av partiet i Kolding (1931-1956) och av partiets nomineringsgrupp i Koldings valkrets (1956-1960). Från 1930 var han ledamot i Kolding kommunfullmäktige, varav som vice borgmästare 1937-1950, och var folketingsledamot i perioderna 1939-1945 och 1947-1960. I Folketinget var han ledamot av löneutskottet och ordförande av utskottet för sockerransonering.
Vid sidan om sitt politiska arbete hade Larsen flera styrelseuppdrag. Han var styrelseledamot av olje- och gaskraftverket Skærbækværket utanför Fredericia (1943-1950) och sammanslutningen av de danska köpstädernas kommunala elverk (1954-1960). Han hade även styrelseuppdrag för Koldings centralbibliotek, Koldings museum, Foreningen af danske Eksportmarkeder, Den sydøstjydske Elektricitetssamleskinne och Koldings sparkassa.